# Jhonnes Marques de Souza
Jhonnes Marques de Souza (* 22. April 1984 in Londrina) ist ein ehemaliger brasilianischer Fußballspieler. Er spielte zuletzt für den FC Zlaté Moravce in der Fortuna liga.

## Karriere
Jhonnes begann seine Karriere in seiner Heimatstadt im PSTC Londrina. Danach spielte er im Londrina Junior Team. Im Sommer 2004 wurde er nach Slowenien an den Erstligisten NK Domžale verliehen. Nach zwei Jahren in Domžale kehrte er kurzzeitig nach Londrina zurück, allerdings zum Londrina EC, ehe er im Januar 2007 erneut nach Slowenien verliehen wurde, diesmal zum NK Celje. Nach Leihgeschäften in Brasilien wurde er 2009 nach Kroatien an den Zweitligisten NK Hrvatski dragovoljac verliehen, mit dem er den Aufstieg in die 1. HNL feiern konnte.
Nach der Vertragsauflösung wechselte Jhonnes nach Lettland zum FK Liepājas Metalurgs. Bereits in seinem zweiten Einsatz konnte er sein erstes Tor erzielen, als er im Spiel gegen den FK Jelgava zum zwischenzeitlichen 2:0 traf. Nach einem halben Jahr verließ er Liepājas Metalurgs im Februar 2011 wieder und schloss sich dem ungarischen Klub Újpest Budapest an. Im Mai desselben Jahres wurde sein Vertrag nach nur einem Ligaeinsatz aufgelöst.
Im September 2011 kehrte Jhonnes nach Kroatien zurück, diesmal ging er zum Erstligisten NK Varaždin. Jedoch verließ er auch diesen Klub frühzeitig und wechselte im Januar 2012 nach Kasachstan zu Tobyl Qostanai. Bereits in seinem ersten Spiel für Qostanai konnte er gegen den FK Qairat Almaty seinen ersten Treffer erzielen. Nachdem er in seiner zweiten Saison in Kasachstan nur auf 14 Ligaspiele gekommen war, entschied er sich für einen Wechsel nach Libyen zu al-Ahly Bengasi. Dort konnte er jedoch kein Spiel absolvieren, da der Ligabetrieb aufgrund politischer Unruhen eingestellt worden war.
Zur Saison 2015/16 wechselte Jhonnes in die Slowakei zum FC Zlaté Moravce. Trotz seiner Position als Verteidiger konnte er in seiner Debütsaison Moravces zweitbester Torschütze werden. Am Ende der Saison beendete er seine aktive Laufbahn.